# Museum de Burghse Schoole
Museum de Burghse Schoole is een museum over de geschiedenis van de school in Burgh-Haamstede. Het museum bevindt zich in een schoolgebouw van rond 1845 en functioneert sinds 1992 als museum over de geschiedenis van de school maar ook archeologische vondsten worden tentoongesteld.